# Bemis
Bemis Company, Inc. ist ein US-amerikanisches Unternehmen mit Firmensitz in Neenah, Wisconsin. Es war bis Dezember 2014 im Aktienindex S&P 500 gelistet.
Die Bemis Company produziert und verkauft Verpackungsmaterial. Sie wurde 1858 von Judson Moss Bemis gegründet.
Ein bekanntes Produkt – vor allem für den Laborgebrauch – ist Parafilm.